# Hellraiser (canción)
«Hellraiser» es una canción escrita por Ozzy Osbourne, su guitarrista Zakk Wylde y el líder de la banda Motörhead, Lemmy Kilmister. La canción fue escrita para el álbum de Osbourne No More Tears. A pesar de ser una de las canciones más conocidas de Osbourne, "Hellraiser" nunca fue lanzada como un sencillo.
Motörhead realizó una grabación de la canción en 1992 para la película Hellraiser III: Hell on Earth y posteriormente fue lanzada como el lado A del sencillo de 1992 "Hellraiser" y en el EP '92 Tour EP. La canción también apareció en el álbum March ör Die.
La versión de Ozzy Osbourne fue parte de la banda sonora del videojuego de 2004 Grand Theft Auto: San Andreas.

## Créditos y personal
- Vocalista: Ozzy Osbourne
- Guitarra: Zakk Wylde
- Bajo: Bob Daisley
- Teclado: John Sinclair
- Batería: Randy Castillo